# Łubin wąskolistny
Łubin wąskolistny, ł. niebieski (Lupinus angustifolius) – gatunek roślin z rodziny bobowatych. Pochodzi z terenów basenu Morza Śródziemnego.

## Morfologia

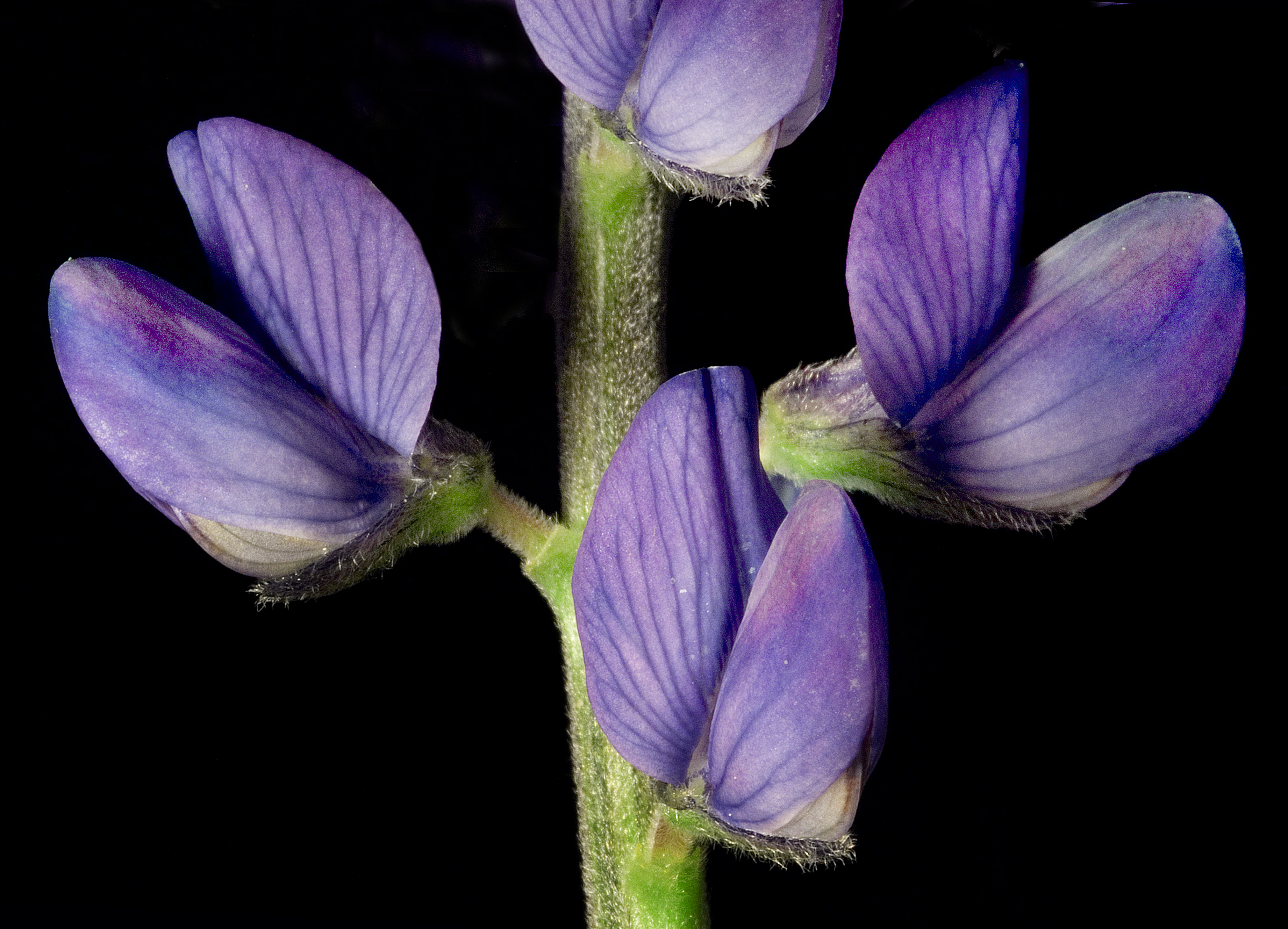
Kwiaty

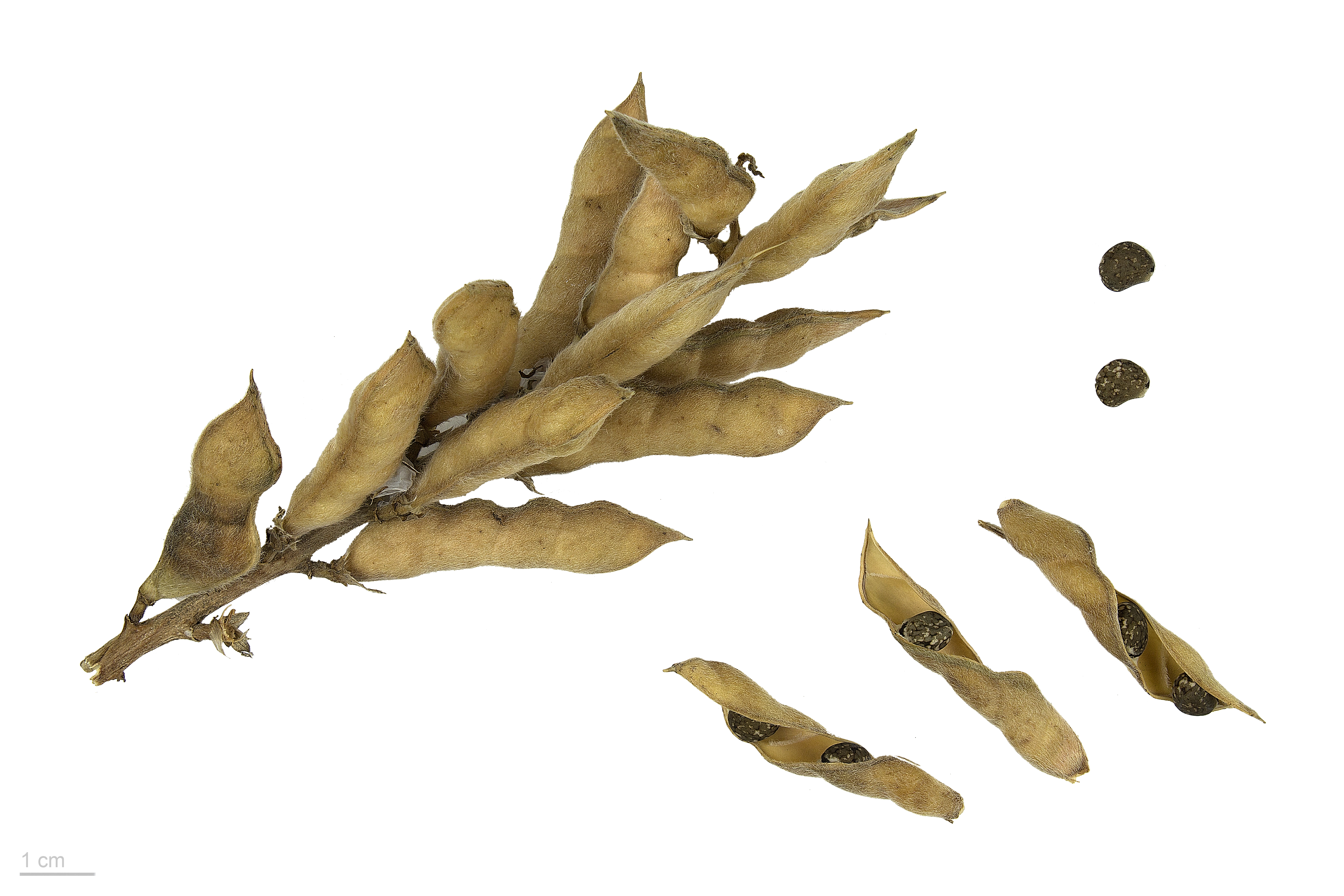
Owoce i nasiona

PokrójRoślina o wysokości do 50–60 cm.
ŁodygaProsta, owłosiona.
LiścieDłoniaste o 5–9 równowąskich listkach.
KwiatyMotylkowe, drobne, skupione w gęste grona, niebieskie lub fioletowe, rzadziej w kolorze różowym lub białym. Pręcików 10 zrośniętych w rurkę i 1 słupek.
OwocStrąk w kolorze brudnobrunatnym.

## Biologia
Roślina jednoroczna. Okres kwitnienia – czerwiec-wrzesień. Rozmnaża się przez nasiona.
Roślina trująca. Owoc (strąk) i nasiona zawierają w swej skórce trujące alkaloidy będące przyczyną zatrucia łubinem wśród owiec i kóz, tzw. lupinoza. Jednak istnieje wiele nowych odmian hodowlanych o bardzo ograniczonej zawartości alkaloidów – tzw. odmiany słodkie wypierające z upraw wysokoalkaloidowe odmiany gorzkie.

## Zastosowanie

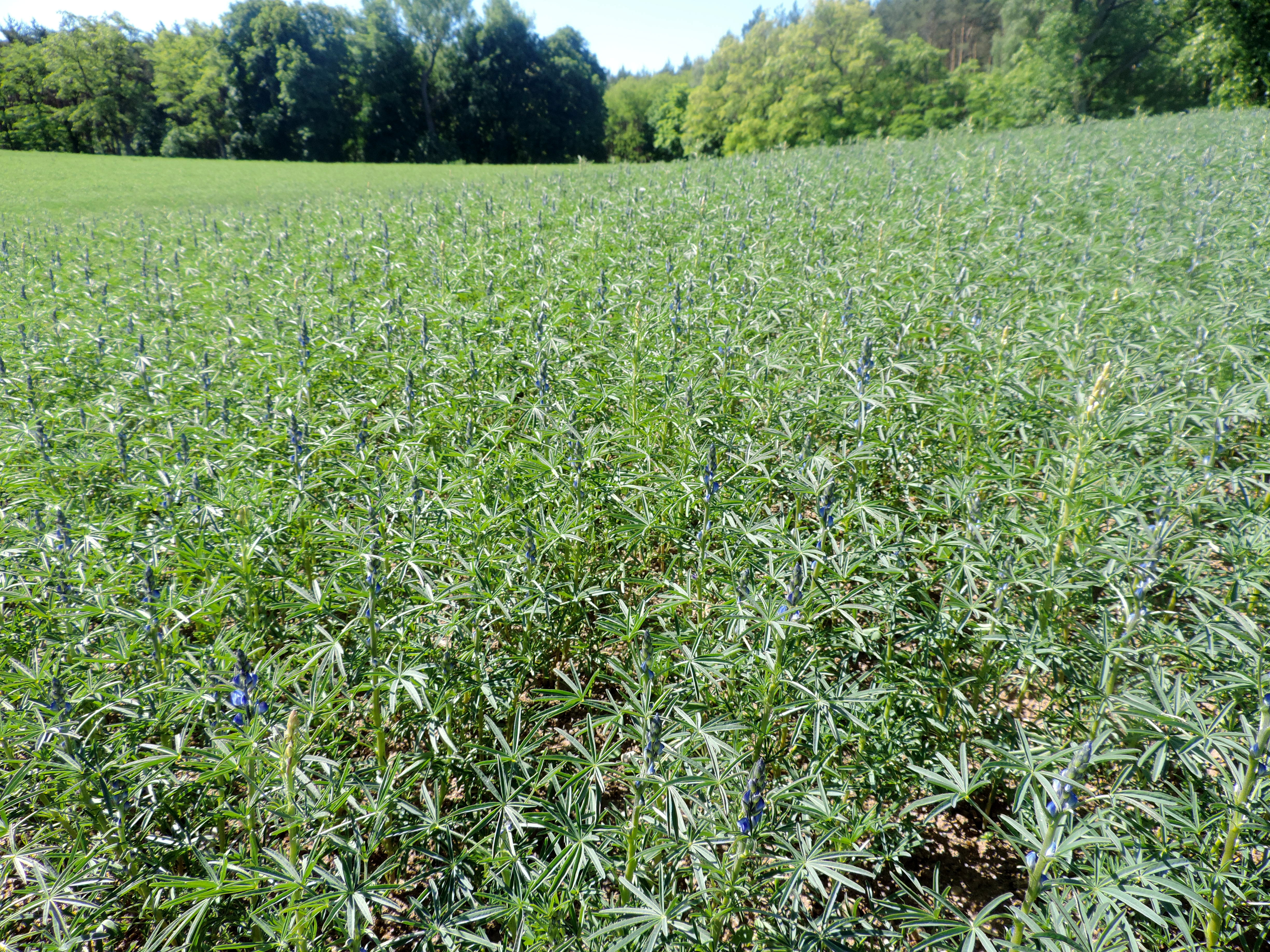
Pole z łubinem wąskolistnym

Roślina uprawiana dla paszy i zielonego nawozu. Słoma nadająca się tylko na paszę dla owiec.

## Polskie odmiany
Według danych Centralnego Ośrodka Badania Odmian Roślin Uprawnych w Polsce zarejestrowane są następujące odmiany łubinu wąskolistnego:
- niesamokończące wysokoalkaloidowe:
  - Karo,
  - Mirela,
  - Oskar,
- niesamokończące niskoalkaloidowe:
  - Baron,
  - Bojar,
  - Dalbor,
  - Graf,
  - Heros,
  - Kadryl,
  - Kalif,
  - Neptun,
  - Tango,
  - Zeus,

- samokończące niskoalkaloidowe:
  - Boruta,
  - Regent,
  - Sonet[5].